# Paulo da Gama
Paulo da Gama  (Olivenza, hacia 1465 - Angra do Heroísmo, junio o julio de 1499) fue un marino y explorador portugués, hermano mayor de Vasco da Gama, al que acompañó en el viaje del descubrimiento de la ruta marítima a la India.

## Biografía
Era hijo de Estêvão da Gama e Isabel Sodré.
Comandó la nave Sao Rafael acompañando a su hermano en el primer viaje de la ruta marítima a la India (1497-1499). Su nave fue abandonada y luego incendiada durante el viaje de regreso, por sus malas condiciones de navegabilidad y por no disponer ya de hombres la flota para atender a todos los navíos.
Paulo murió antes de finalizar el viaje de regreso. Vasco da Gama abandonó su propio barco, el Sao Gabriel, en la isla de Santiago, en Cabo Verde, donde fletó una carabela para llevar a su hermano, ya muy enfermo, a la isla Terceira, en las Azores, con la esperanza de poder salvarle. Su hermano falleció y fue enterrado en las Azores y esa fue la causa de que Vasco de Gama llegará de regreso de su exitoso viaje a Lisboa en septiembre de 1499, un mes más tarde que sus propios hombres.